# Toad
Toad — программное обеспечение, разрабатываемое корпорацией Dell (перешедшее от поглощённой компании Quest), используемое для работы с реляционными системами управления базами данных. Поддерживает Oracle Database, Microsoft SQL Server, Adaptive Server Enterprise, DB2, MySQL. С 2009 года также поддерживаются NoSQL-источники Hadoop, MongoDB, SimpleDB, Apache Cassandra и облачная платформа Windows Azure.
Работает на 32-битных и 64-битных Windows-платформах. Существует версия для 32-битного клиента Oracle и 64-битного клиента.